# Erste Bank Open 2016
Erste Bank Open 2016 byl tenisový turnaj pořádaný jako součást mužského okruhu ATP World Tour, který se hrál na krytých dvorcích s tvrdým povrchem Rebound Ace v komplexu Wiener Stadthalle. Konal se mezi 24. až 30. říjnem 2016 v rakouské metropoli Vídni jako čtyřicátý druhý ročník turnaje.
Turnaj s celkovým rozpočtem 2 467 310 eur podruhé patřil do kategorie ATP World Tour 500. Nejvýše nasazeným hráčem ve dvouhře se stal druhý tenista světa Andy Murray ze Spojeného království. Jako poslední přímý účastník do hlavní singlové soutěže nastoupil 55. britský hráč žebříčku Kyle Edmund, který úvodní zápas proti obhájci trofeje Davidu Ferrerovi skrečoval pro poranění pravé kyčle.
Druhou trofej ze zdejšího turnaje si připsal Skot Andy Murray, který navázal na triumf z roku 2014 a svou vítěznou bilanci prodloužil na patnáct utkání. Titul z deblové soutěže se povedlo obhájit polsko-brazilskému páru Łukasz Kubot a Marcelo Melo, jenž zaznamenal druhé společné vítězství na okruhu ATP.

## Distribuce bodů a finančních odměn

### Distribuce bodů
| Soutěž  | vítězové | finalisté | semifinalisté | čtvrtfinalisté | 16 v kole | 32 v kole | Q  | Q2 | Q1 |
| ------- | -------- | --------- | ------------- | -------------- | --------- | --------- | -- | -- | -- |
| dvouhra | 500      | 300       | 180           | 90             | 45        | 0         | 20 | 10 | 0  |
| čtyřhra | 500      | 300       | 180           | 90             | 0         | —         | —  | —  | —  |

### Finanční odměny
| Soutěž                   | vítězové | finalisté | semifinalisté | čtvrtfinalisté | 16 v kole | 32 v kole | Q2     | Q1     |
| ------------------------ | -------- | --------- | ------------- | -------------- | --------- | --------- | ------ | ------ |
| dvouhra                  | €428 800 | €201 380  | €100 000      | €50 000        | €25 335   | €13 335   | €2 220 | €1 220 |
| čtyřhra                  | €126 400 | €59 720   | €28 820       | €14 980        | €7 850    | —         | —      | —      |
| ve čtyřhře částky na pár |          |           |               |                |           |           |        |        |

## Dvouhra

### Nasazení hráčů
| Země                          | Hráč                  | ATP | Nasazení |
| ----------------------------- | --------------------- | --- | -------- |
| Spojené království            | Andy Murray           | 2.  | 1.       |
| Česko                         | Tomáš Berdych         | 9.  | 2.       |
| Rakousko                      | Dominic Thiem         | 10. | 3.       |
| Španělsko                     | Roberto Bautista Agut | 13. | 4.       |
| Španělsko                     | David Ferrer          | 15. | 5.       |
| Francie                       | Jo-Wilfried Tsonga    | 16. | 6.       |
| Francie                       | Lucas Pouille         | 17. | 7.       |
| Chorvatsko                    | Ivo Karlović          | 21. | 8.       |
| Žebříček ATP k 17. říjnu 2016 |                       |     |          |

### Jiné formy účasti na turnaji
Následující hráči obdrželi divokou kartu do hlavní soutěže:
- Karen Chačanov
- Gerald Melzer
- Jürgen Melzer

Následující hráči postoupili z kvalifikace:
- Nikoloz Basilašvili
- Benjamin Becker
- Damir Džumhur
- Jan-Lennard Struff

### Odhlášení
před začátkem turnaje
- Sam Querrey → nahradil jej  Nicolás Almagro
- Bernard Tomic → nahradil jej  Stéphane Robert

v průběhu turnaje
- David Ferrer (poranění levé dolní končetiny)[1]

### Skrečování
- Pablo Cuevas (poranění levého kolene)[1]
- Kyle Edmund (poranění pravé kyčle)[1]

## Čtyřhra

### Nasazení párů
| Země                                                                      | Hráč            | Země      | Hráč         | ATP | Nasazení |
| ------------------------------------------------------------------------- | --------------- | --------- | ------------ | --- | -------- |
| Spojené království                                                        | Jamie Murray    | Brazílie  | Bruno Soares | 5.  | 1.       |
| USA                                                                       | Bob Bryan       | USA       | Mike Bryan   | 11. | 2.       |
| Španělsko                                                                 | Feliciano López | Španělsko | Marc López   | 23. | 3.       |
| Polsko                                                                    | Łukasz Kubot    | Brazílie  | Marcelo Melo | 32. | 4.       |
| Žebříček ATP k 17. říjnu 2016; číslo je součtem postavení obou členů páru |                 |           |              |     |          |

### Jiné formy účasti
Následující páry obdržely divokou kartu do hlavní soutěže:
- Julian Knowle /  Jürgen Melzer
- Dennis Novak /  Dominic Thiem

Následující pár postoupil do čtyřhry z kvalifikace:
- Guillermo Durán /  Mariusz Fyrstenberg

## Přehled finále

### Mužská dvouhra
- Andy Murray vs.  Jo-Wilfried Tsonga, 6–3, 7–6(8–6)

### Mužská čtyřhra
- Łukasz Kubot /  Marcelo Melo vs.  Oliver Marach /  Fabrice Martin, 4–6, 6–3, [13–11]